# Acryptolaria tetraseriata
Acryptolaria tetraseriata is een hydroïdpoliep uit de familie Lafoeidae. De poliep komt uit het geslacht Acryptolaria. Acryptolaria tetraseriata werd in 2010 voor het eerst wetenschappelijk beschreven door Peña Cantero & Vervoort. 